# Larry Scott (Bodybuilder)

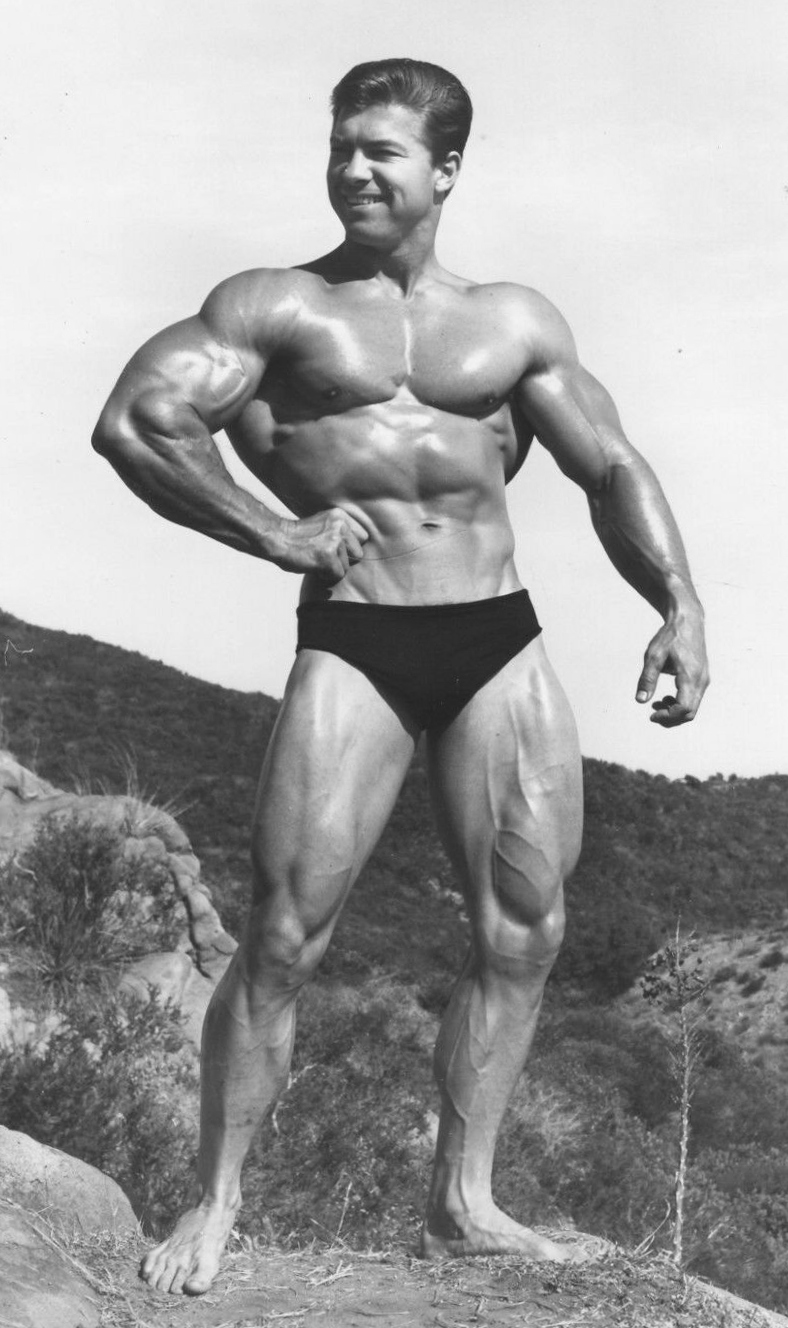
Larry Scott ~1960.

Larry „The Legend“ Scott (* 12. Oktober 1938 in Pocatello, Idaho; † 8. März 2014) war ein US-amerikanischer Bodybuilder. Er galt als einer der Pioniere in diesem Sportbereich.

## Karriere
Im Alter von 16 Jahren fand Scott eine Bodybuilding-Zeitschrift auf einer Müllhalde. Er nahm die Abbildungen der muskelbepackten Männer zum Anlass, um im Hinterhof seines Elternhauses selbst zu trainieren. Vier Jahre später gewann er den Titel Mr. Idaho und zog anschließend nach Kalifornien. Dort reparierte er Fahrräder in einer Werkstatt und nahm nebenher an Wettkämpfen teil. 1960 gewann er den Titel Mr. California und 1961 den Titel Mr. Pacific Coast. 1962 folgte der Titel Mr. America und 1964 sicherte er sich den Titel Mr. Universe. 1965 wurde er der erste Mr. Olympia. Dieser Wettbewerb wurde von der IFFB veranstaltet und Scott konnte diesen Titel 1966 in New York City erneut gewinnen. Im selben Jahr beendete er seine Laufbahn und heiratete seine Frau, mit der er später in Salt Lake City lebte. Das Paar bekam fünf Kinder, von denen eines 1992 bei einem Motorradunfall starb.
Scott eröffnete einen Versandhandel für Nahrungsergänzungsmittel und unternahm in den 1980er Jahren einen Comebackversuch, der jedoch scheiterte. Er litt an der Alzheimer-Krankheit und starb am 8. März 2014.
Larry Scott wurde für seine äußerst massigen Bizeps bekannt, für die er speziell ein Trainingsprogramm entwickelt hatte. Diese Kraftübung wurde später nach ihm als Scott Curl benannt.